# Колібрі іскристий
Колі́брі іскристий (Colibri cyanotus) — вид серпокрильцеподібних птахів родини колібрієвих (Trochilidae). Мешкає в Центральній і Південній Америці. Раніше вважався конспецифічним з зеленим колібрі.

## Опис

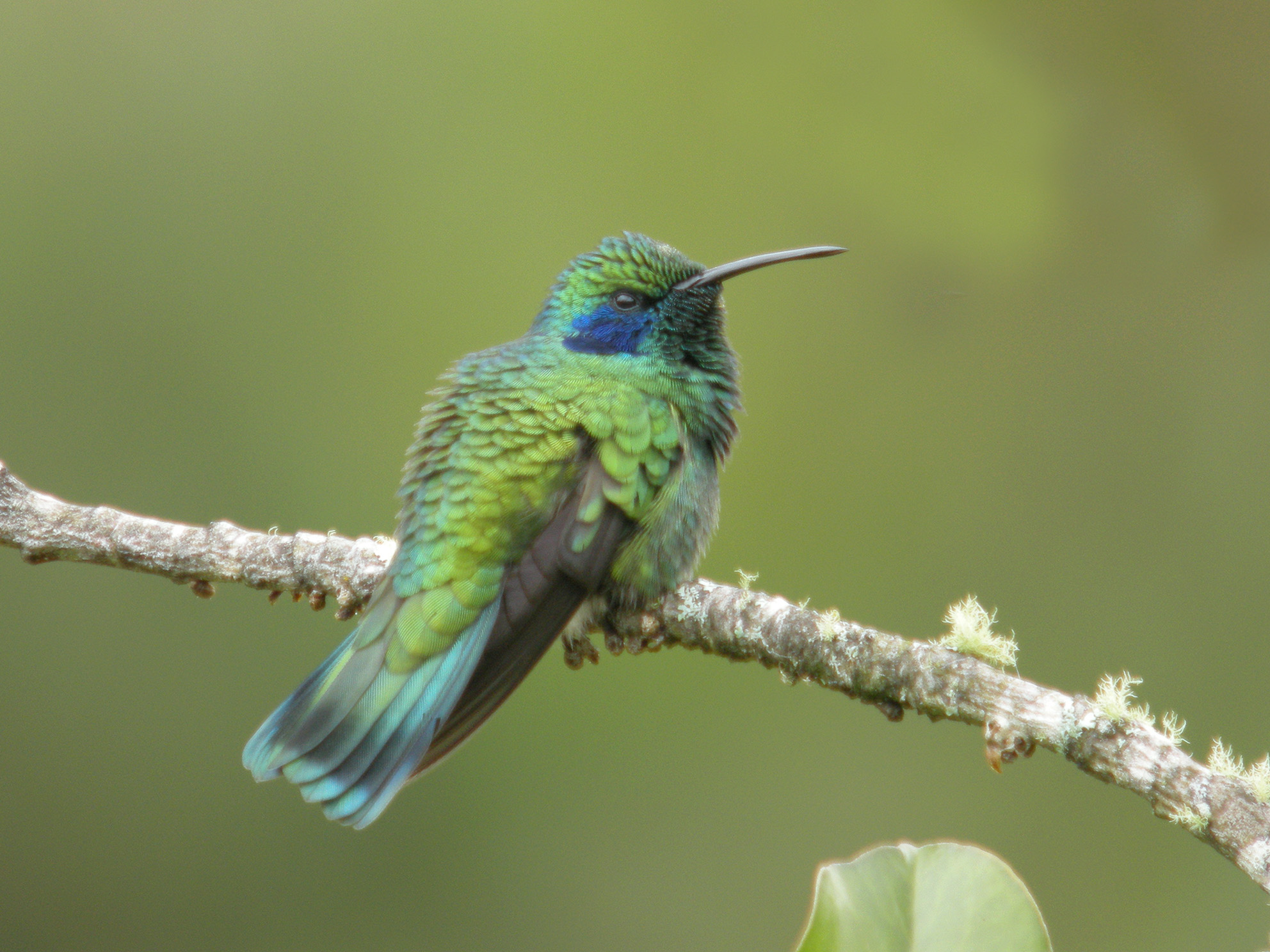
Зелений колібрі (Коста-Рика)

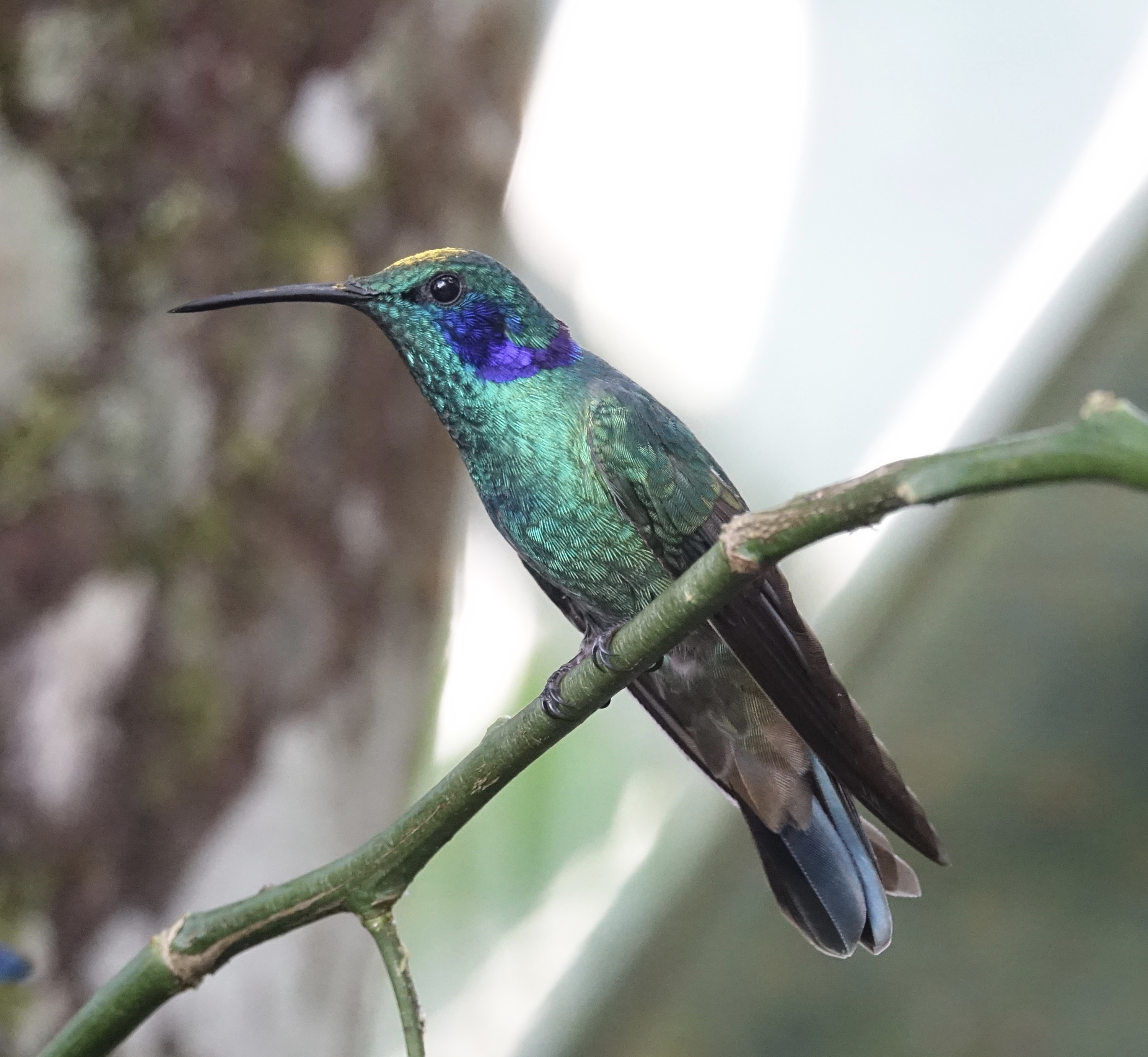
Зелений колібрі (Еквадор)

Довжина птаха становить 9,9-10,5 см, самці важать 5,3-5,46 г, самиці 4,8 г. У самців верхня частина тіла металево-зелена або бронзово-зелена. Стернові пера мають синьо-зелений відтінок, центральні стернові пера більш бронзові на кінці хвоста синювато-чорна смуга. На голові з боків, за очима, є темно-фіолетово-сині плями з металевим відблиском. Підборіддя і горло світло-металево-зелені, груди і живіт тьмяно-металево-зелені. Гузка рудувато-коричнева, центральні нижні покривні пера хвоста більш зелені. Дзьоб середньої довжини, чорний, дещо вигнутий, довжиною 20 мм. Лапи темно-сірувато-коричневі. Самиці мають дещо більш тьмяне забарвлення. Забарвлення молодих птахів є подібне до забарвлення самиць, однак пера на тілі у них мають іржасті або коричнюваті краї, особливо помітні на верхній частині тіла.

## Підвиди
Виділяють чотири підвиди:
- C. c. cabanidis (Heine, 1863) — гори Коста-Рики і західної Панами;
- C. c. cyanotus (Bourcier, 1843) — Анди на заході і півночі Венесуели (Кордильєра-де-Мерида, Прибережний хребет), в Колумбії і Еквадорі, гірський масив Сьєрра-Невада-де-Санта-Марта на півночі Колумбії, гори Сьєрра-де-Періха на кордоні Колумбії і Венесуели;
- C. c. kerdeli Aveledo & Peréz, 1991 — півострів Парія[en] на північному сході Венесуели;
- C. c. crissalis Todd, 1942 — східні схили Анд в Перу і Болівії.

## Поширення і екологія
Іскристі колібрі мешкають в горах Коста-Рики, Панами, Венесуели, Колумбії, Еквадору, Перу і Болівії. Вони живуть у вологих гірських і хмарних тропічних лісах, на узліссях і галявинах та у високогірних чагарникових заростях, на висоті від 1200 до 3000 м над рівнем моря.
Іскристі колібрі живляться нектаром різноманітних квітучих трав, чагарників, епіфітів і дерев, зокрема з роду Inga, а також комахами. яких ловлять в польоті. В Коста-Риці сезон розмноження триває з жовтня по березень, в Колумбії з березня по серпень. Гніздо чашоподібне, робиться з листя, павутиння і моху, прикріплюється до направленої вниз гілки, коренів або бамбука, на висоті від 1 до 3 м над землею. В кладці 2 білих яйця. Інкубаційний період триває 14-18 днів.